# Pfarrkirche Stein an der Donau

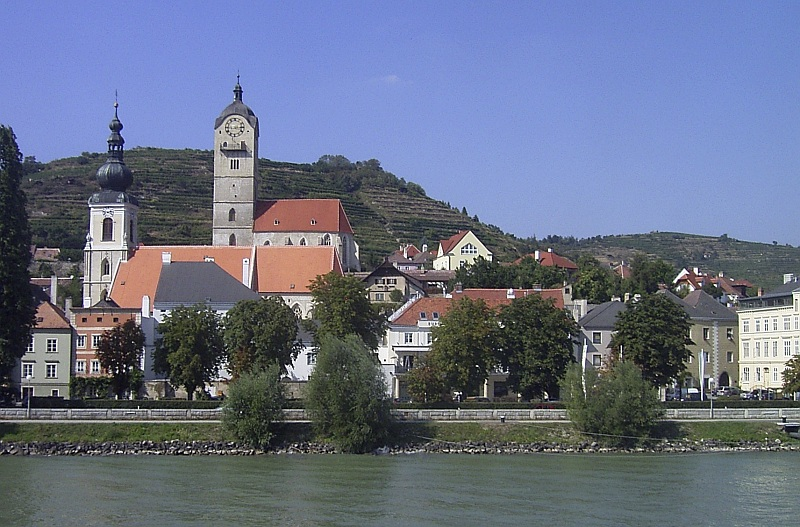
Kath. Pfarrkirche hl. Nikolaus vor der Frauenbergkirche in Stein an der Donau

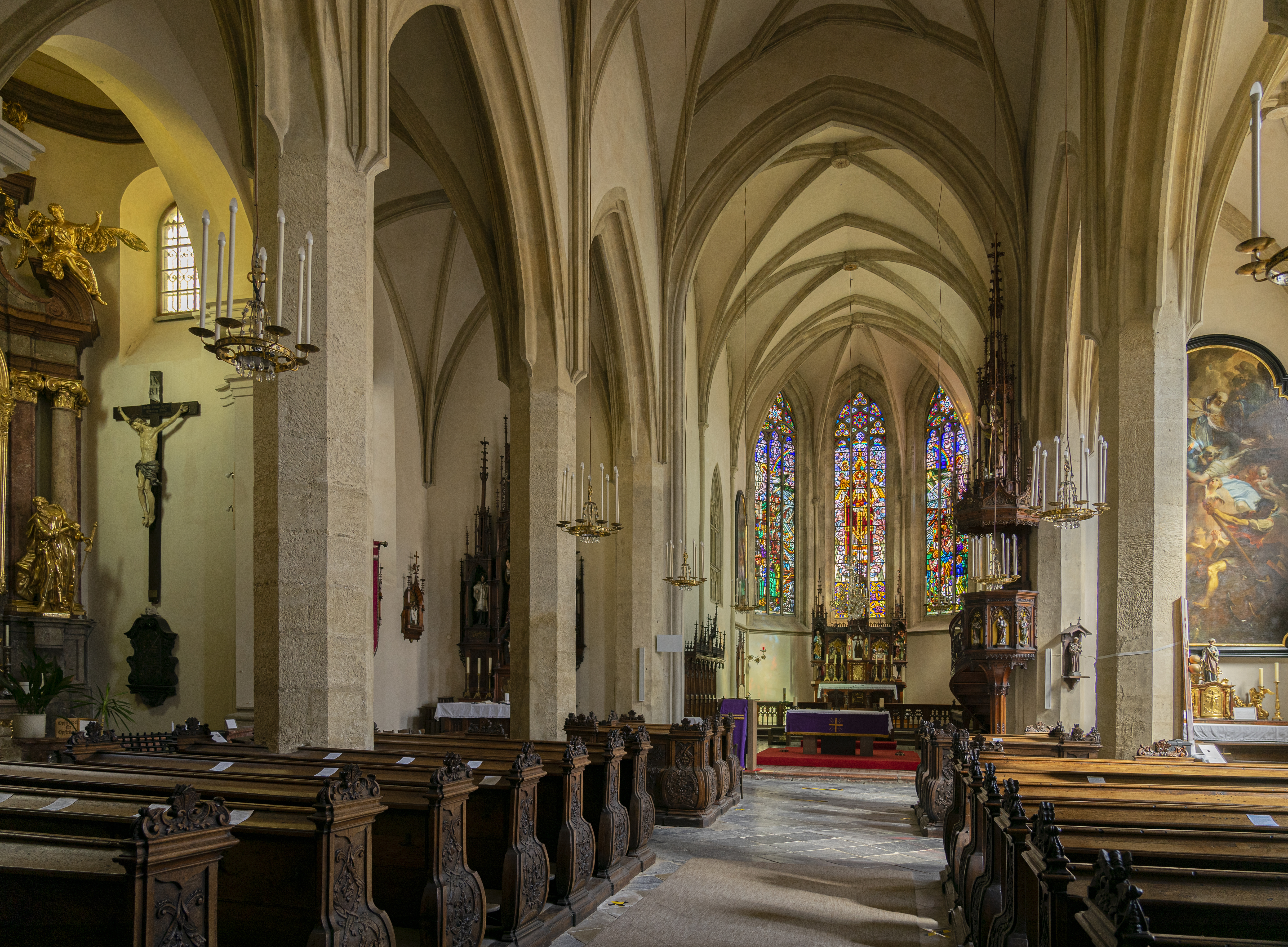
Kircheninneres, vom Langhaus zum Chor

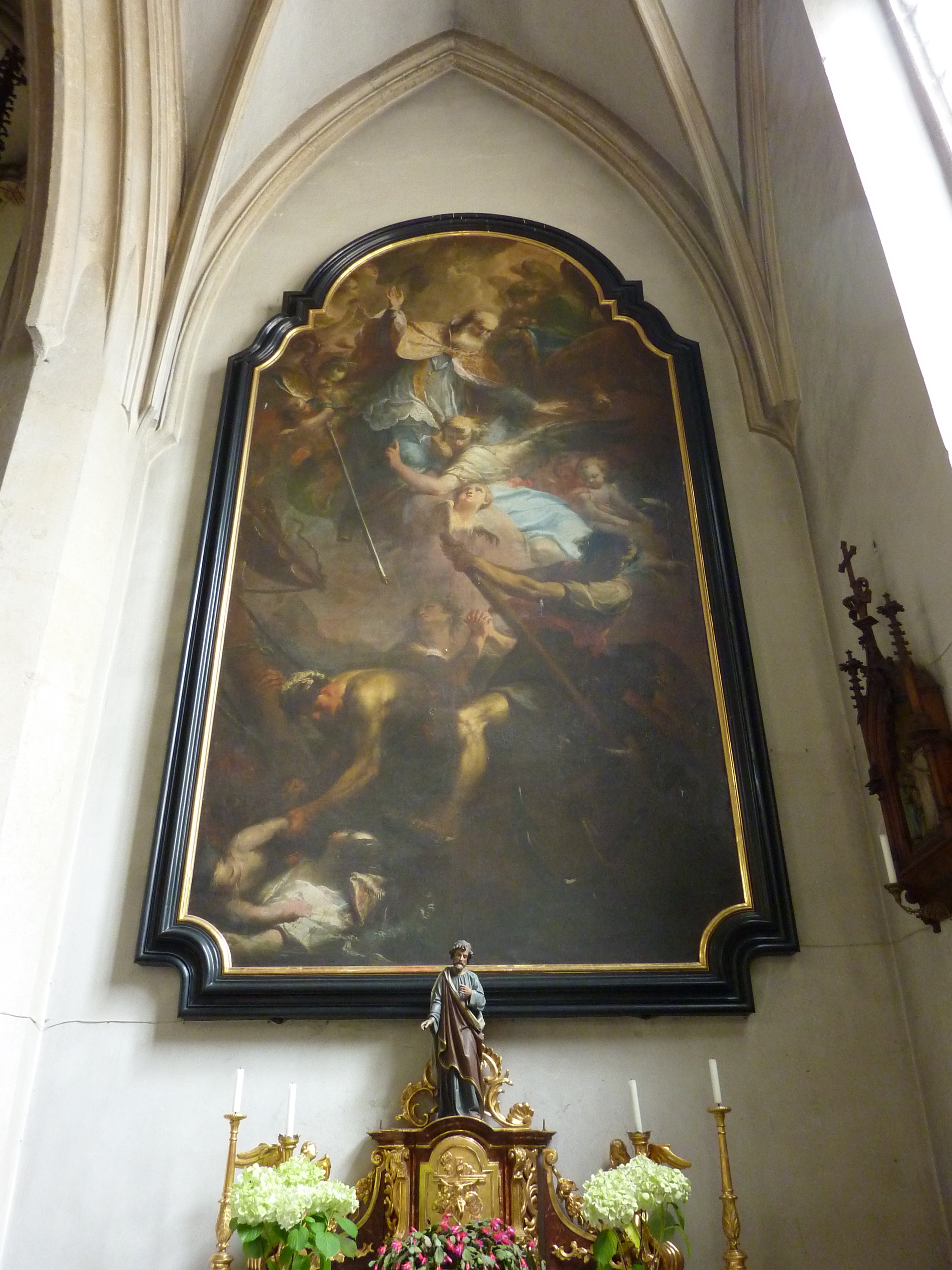
Bild hl. Nikolaus von Martin Johann Schmidt (1751)

Die Pfarrkirche Stein an der Donau steht in Stein an der Donau an einer Ausweitung der Steiner Landstraße am Aufgang zur Frauenbergkirche in der Stadtgemeinde Krems an der Donau in Niederösterreich. Die römisch-katholische Pfarrkirche hl. Nikolaus gehört zum Dekanat Krems in der Diözese St. Pölten. Die Kirche steht unter Denkmalschutz.

## Geschichte
Die Kirche wurde im 12. Jahrhundert urkundlich genannt. Pfarrrechte wurden urkundlich ab 1263 genannt und die Kirche war bis zum Ende des 16. Jahrhunderts eine Vikariatskirche von Krems. Der gotische Chor aus der zweiten Hälfte des 14. Jahrhunderts und die spätgotische Staffelhalle aus der zweiten Hälfte des 15. Jahrhunderts haben einen spätgotischen Westturm. Im 18. Jahrhundert wurde die Kirche barockisiert und um 1900 regotisiert. 1951 war eine Restaurierung.

## Architektur
Kirchenäußeres
Das Langhaus und der Chor zeigen sich mit wuchtigen zweifach abgetreppten Strebepfeilern. Unter der Traufe sind eine Reihe von Rechteckluken. Die spätgotischen dreibahnigen Spitzbogenfenster haben ein reiches variables Maßwerk mit Dreipass- und Vierpass- und Fischblasenformen. Westlich sind Dreipassfenster teils vom Turm überschnitten. Es gibt ein umlaufendes Sockelgesims und Kranzgesims. Das Südportal mit einem Keilstein ist aus der ersten Hälfte des 18. Jahrhunderts. Der zweijochige Chor hat einen Fünfachtelschluss. Nördlich am Langhaus ist ein zweigeschoßiger Anbau aus 1464. Der südliche neugotische Anbau entstand um 1901. Das barocke Glockengeschoß um 1711/1714 mit Eckvasen nach den Plänen von Jakob Prandtauer (?) trägt einen Zwiebelhelm mit Laterne. Das südseitige mächtige Spitzbogenportal hat eine Kielbogenrahmung mit Fialen und Kreuzblumen. Das nördliche Spitzbogenportal ist vermauert.
Es gibt zahlreiche Grabsteine, eingelassen in die Außenwände.
Kircheninneres
Die dreischiffige vierjochige Staffelhalle hat profilierte Spitzbogenarkaden auf Achtseitpfeilern, das Mittelschiff hat ein Netzrippengewölbe, die schmäleren Seitenschiffe haben längsoblonge Kreuzrippengewölbe, und zeigen nördlich an den Schlusssteinen reliefierte Wappen.
Orgel
Die Orgel aus 148 von Anton Preysinger mit 23 Registern wurde 1975 von Gregor Hradetzky restauriert.